# گئورگی گولسیانی
گئورگی گوِلِسیانی (گرجی: გიორგი გველესიანი؛ زادهٔ ۵ مه ۱۹۹۱) بازیکن فوتبال اهل گرجستان است که در پست دفاع میانی برای تیم ملی فوتبال گرجستان و باشگاه فوتبال استقلال تهران بازی می‌کند.

## عملکرد باشگاهی

### ذوب‌آهن
وی در سال ۱۳۹۶ به ذوب‌آهن پیوست.

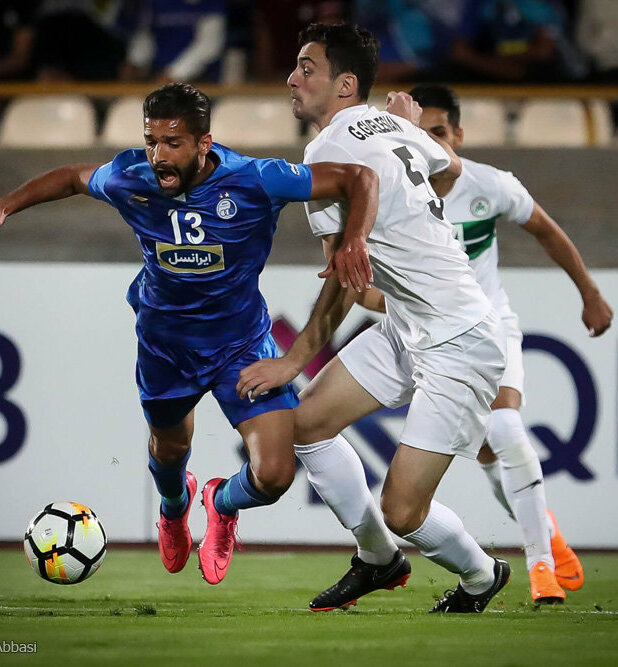
گولسیانی در بازی مرحله یک‌هشتم نهایی لیگ قهرمانان آسیا ۲۰۱۸ بین دو تیم ذوب‌آهن و استقلال

او زننده تک گل ذوب آهن در بازی رفت مرحله یک‌هشتم نهایی لیگ قهرمانان آسیا ۲۰۱۸ در اصفهان مقابل استقلال بود.

### نساجی مازندران
گولسیانی پس از پایان حضور خود در ذوب‌آهن با عقد قراردادی در سال ۱۳۹۷ به نساجی پیوست.

### سپاهان

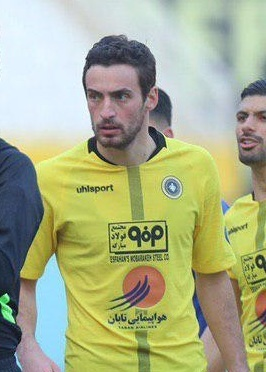
گولسیانی در پیراهن سپاهان

گولسیانی در ۲۲ خرداد ۱۳۹۸ با عقد قراردادی به سپاهان پیوست.

### پرسپولیس
گولسیانی در ۹ تیر ۱۴۰۱ با قراردادی ۲ ساله به پرسپولیس پیوست.
او در شهرآورد ۹۹ پایتخت توانست دو گل به استقلال بزند.
او اولین بازیکن از لیگ برتر فوتبال ایران است به همراه تیم ملی فوتبال گرجستان در مسابقات جام ملت‌های اروپا ۲۰۲۴ بازی کرد. 
گولسیانی ١۴ مهر ١۴٠٣ با گلزنی مقابل چادرملو رکورد ۴۶ ساله آلن ویتل را شکست و بهترین گلزن خارجی تاریخ باشگاه پرسپولیس شد. 

## عملکرد ملی
گولسیانی برای اولین بار در سال ۲۰۱۵ به تیم ملی گرجستان دعوت شد، و اولین بازی خود را در یک بازی دوستانه مقابل مونته‌نگرو در ژوئن ۲۰۲۴ انجام داد.
گولسیانی یکی از اعضای تیم گرجستان در اولین تورنمنت گرجستان در جام ملت‌های اروپا بود. او در سه بازی از چهار مسابقات، از جمله مقابل اسپانیا در مرحلهٔ حذفی بازی کرد.

## سبک بازی
گولسیانی توانایی خوبی در گلزنی دارد و زمانی که گلزنی برای مهاجمان سخت می‌شود به تیم کمک می‌کند. قدرت سر زنی، تکل های دقیق، قدرت رهبری او باعث شده یکی از بهترین مدافعین تاریخ لیگ برتر شود

## زندگی شخصی
گئورگی گولسیانی گفته است زمان خوابش متفاوت است و گاهی تا دیروقت بیدار می‌ماند. وی افزود: «من فوق حرفه‌ای نیستم و گاهی ساعت ۲ یا ۳ بامداد می‌خوابم، هر چه دلم می‌خواهد می‌خورم و هر وقت که دلم می‌خواهد بیدار می‌شوم، فکر نمی‌کنم فوتبال ربطی به این موضوع داشته باشد، فوتبال به شخصیت شما بستگی دارد و این مهم‌ترین مسئله است و من سعی می‌کنم یک مرد کاملاً حرفه‌ای نباشم و راز موفقیت این است که ۱۰۰ درصد از بازی‌ام را در زمین و حتی در تمرینات ارائه کنم.» همچنین اضافه کرد: «سعی کن برنده شوی؛ این راز شخصیت من است.»

## آمار

### باشگاهی
تا تاریخ ۲۵ اردیبهشت ۱۴۰۴
| باشگاه       | دسته             | فصل            | لیگ  | لیگ | جام حذفی | جام حذفی | آسیا و اروپا | آسیا و اروپا | سایر | سایر | مجموع | مجموع |
| باشگاه       | دسته             | فصل            | بازی | گل  | بازی     | گل       | بازی         | گل           | بازی | گل   | بازی  | گل    |
| ------------ | ---------------- | -------------- | ---- | --- | -------- | -------- | ------------ | ------------ | ---- | ---- | ----- | ----- |
| دینامو تفلیس | لیگ برتر گرجستان | ۱۱–۲۰۱۰        | ۲    | ۰   | ۰        | ۰        | ۲            | ۰            | ۰    | ۰    | ۴     | ۰     |
| دینامو تفلیس | لیگ برتر گرجستان | ۱۲–۲۰۱۱        | ۰    | ۰   | ۰        | ۰        | ۰            | ۰            | ۰    | ۰    | ۰     | ۰     |
| دینامو تفلیس | لیگ برتر گرجستان | ۱۳–۲۰۱۲        | ۴    | ۰   | ۲        | ۰        | ۰            | ۰            | ۰    | ۰    | ۶     | ۰     |
| دینامو تفلیس | لیگ برتر گرجستان | ۱۴–۲۰۱۳        | ۱۴   | ۳   | ۵        | ۱        | ۲            | ۰            | ۱    | ۰    | ۲۲    | ۴     |
| دینامو تفلیس | لیگ برتر گرجستان | ۱۵–۲۰۱۴        | ۱۵   | ۰   | ۵        | ۰        | ۲            | ۰            | ۱    | ۰    | ۲۳    | ۰     |
| دینامو تفلیس | لیگ برتر گرجستان | ۱۶–۲۰۱۵        | ۲۱   | ۲   | ۳        | ۰        | ۱            | ۰            | ۱    | ۰    | ۲۶    | ۲     |
| دینامو تفلیس | لیگ برتر گرجستان | ۲۰۱۷           | ۱۶   | ۱   | ۰        | ۰        | ۰            | ۰            | ۰    | ۰    | ۱۶    | ۱     |
| دینامو تفلیس | مجموع            | مجموع          | ۷۲   | ۶   | ۱۵       | ۱        | ۷            | ۰            | ۳    | ۰    | ۹۷    | ۷     |
| ذوب‌آهن       | لیگ برتر         | ۱۸–۲۰۱۷        | ۲۰   | ۰   | ۱        | ۰        | ۹            | ۱            | ۰    | ۰    | ۳۰    | ۱     |
| ذوب‌آهن       | مجموع            | مجموع          | ۲۰   | ۰   | ۱        | ۰        | ۹            | ۱            | ۰    | ۰    | ۳۰    | ۱     |
| نساجی        | لیگ برتر         | ۱۹–۲۰۱۸        | ۲۲   | ۵   | ۱        | ۰        | ۰            | ۰            | ۰    | ۰    | ۲۳    | ۵     |
| نساجی        | مجموع            | مجموع          | ۲۲   | ۵   | ۱        | ۰        | ۰            | ۰            | ۰    | ۰    | ۲۳    | ۵     |
| سپاهان       | لیگ برتر         | ۲۰–۲۰۱۹        | ۱۶   | ۴   | ۲        | ۰        | ۳            | ۰            | ۰    | ۰    | ۲۱    | ۴     |
| سپاهان       | لیگ برتر         | ۲۱–۲۰۲۰        | ۲۲   | ۱   | ۳        | ۱        | ۰            | ۰            | ۰    | ۰    | ۲۵    | ۲     |
| سپاهان       | لیگ برتر         | ۲۲–۲۰۲۱        | ۲۶   | ۴   | ۱        | ۰        | ۶            | ۰            | ۰    | ۰    | ۳۳    | ۴     |
| سپاهان       | مجموع            | مجموع          | ۶۴   | ۹   | ۶        | ۱        | ۹            | ۰            | ۰    | ۰    | ۷۹    | ۱۰    |
| پرسپولیس     | لیگ برتر         | ۲۳–۲۰۲۲        | ۲۹   | ۶   | ۴        | ۴        | ۰            | ۰            | ۰    | ۰    | ۳۳    | ۱۰    |
| پرسپولیس     | لیگ برتر         | ۲۴–۲۰۲۳        | ۲۵   | ۶   | ۱        | ۰        | ۵            | ۰            | ۰    | ۰    | ۳۱    | ۶     |
| پرسپولیس     | لیگ برتر         | ۲۵–۲۰۲۴        | ۲۷   | ۲   | ۱        | ۰        | ۷            | ۲            | ۱    | ۰    | ۳۶    | ۴     |
| پرسپولیس     | مجموع پرسپولیس   | مجموع پرسپولیس | ۸۱   | ۱۴  | ۶        | ۴        | ۱۲           | ۲            | ۱    | ۰    | ۱۰۰   | ۲۰    |
| مجموع آمار   | مجموع آمار       | مجموع آمار     | ۲۵۹  | ۳۴  | ۲۹       | ۶        | ۳۷           | ۳            | ۱    | ۰    | ۳۲۹   | ۴۳    |

### ملی
تا تاریخ ۸ ژوئن ۲۰۲۵
| گرجستان | گرجستان | گرجستان | گرجستان |
| سال     | بازی    | گل      | پاس گل  |
| ------- | ------- | ------- | ------- |
| ۲۰۲۴    | ۸       | ۰       | ۱       |
| ۲۰۲۵    | ۲       | ۰       | ۰       |
| مجموع   | ۱۰      | ۰       | ۱       |

## افتخارات

#### باشگاهی
دینامو تفلیس
- لیگ برتر فوتبال گرجستان (۳): ۱۳–۲۰۱۲، ۱۴–۲۰۱۳، ۱۶–۲۰۱۵
- جام حذفی فوتبال گرجستان (۴): ۱۳–۲۰۱۲، ۱۴–۲۰۱۳، ۱۵–۲۰۱۴، ۱۶–۲۰۱۵

ذوب‌آهن
- لیگ برتر خلیج فارس
  - نایب‌قهرمانی (۱): ۹۷–۱۳۹۶

سپاهان
- لیگ برتر خلیج فارس
  - نایب‌قهرمانی (۲): ۹۸–۱۳۹۷، ۱۴۰۰–۱۳۹۹

پرسپولیس
- لیگ برتر خلیج فارس
  - قهرمان (۲): ۰۲–۱۴۰۱، ۰۳–۱۴۰۲
- جام حذفی فوتبال ایران
  - قهرمان (۱): ۰۲–۱۴۰۱
- سوپر جام فوتبال ایران
  - قهرمان: ۱۴۰۲

### فردی
نخستین بازیکن خارجی تاریخ باشگاه پرسپولیس بوده که سابقه بازی را در تورنمنت جام ملت‌های اروپا ۲۰۲۴ دارد. و از این حیث رکورد دار در فوتبال ایران می‌باشد.
آقای گل فصل ۰۲–۱۴۰۱ جام حذفی (۴ گل)
بهترین گلزن خارجی تاریخ پرسپولیس با ۲۰ گل زده
ثمر رساندن دو گل در شهراورد تهران